# Кубок Азії з футболу 1980
Кубок Азії 1980 — футбольний турнір серед азійських збірних. Сьомий за ліком Кубок Азії. Фінальний етап проходив у Кувейті з 15 по 30 вересня 1980 року. Трофей завоювали господарі, збірна Кувейту, для якої це став перший виграний Кубок Азії.
Під час турніру, 22 вересня, Ірак вторгся в Іран. Кувейтське телебачення підтримало атаку і транслювало пропаганду на користь іракців. Це призвело до погіршення атмосфери в таборі іранської збірної, особливо для Хассана Рошана, чий брат був убитий на війні, в результаті чого іранці не змогли вчетверте поспіль виграти турнір.

## Кваліфікація
- Кувейт кваліфікувався як господар
- Іран кваліфікувався як переможець попереднього кубку.

Окрім них кваліфікувалися:
- Бангладеш
- КНР
- Малайзія
- Північна Корея
- Катар
- Південна Корея
- Сирія
- ОАЕ

## Стадіон
| Сабах аль-Салем   |
| ----------------- |
| Ель-Кувейт        |
| Місткість: 22,000 |
|                   |

## Фінальний турнір

### Група А
| Збірна         | І | В | Н | П | ГЗ | ГП | РГ  | О |
| -------------- | - | - | - | - | -- | -- | --- | - |
| Іран           | 4 | 2 | 2 | 0 | 12 | 4  | +8  | 6 |
| Північна Корея | 4 | 3 | 0 | 1 | 9  | 7  | +2  | 6 |
| Сирія          | 4 | 2 | 1 | 1 | 3  | 2  | +1  | 5 |
| КНР            | 4 | 1 | 1 | 2 | 9  | 5  | +4  | 3 |
| Бангладеш      | 4 | 0 | 0 | 4 | 2  | 17 | −15 | 0 |

| 16 вересня 1980 |

| Північна Корея                          | 3–2 | Бангладеш                       |
| --------------------------------------- | --- | ------------------------------- |
| Чхве Джепхіль 44', 45' Кім Джон Ман 90' |     | Чунну 60' (пен.) Салахуддін 88' |

| Сабах аль-Салем, Ель-Кувейт |

| 17 вересня 1980 |

| Іран | 0–0 | Сирія |
| ---- | --- | ----- |
|      |     |       |

| Сабах аль-Салем, Ель-Кувейт Глядачів: 15,000 |

| 18 вересня 1980 |

| Північна Корея  | 2–1 | КНР         |
| --------------- | --- | ----------- |
| Кім Бок Ман 20' |     | Лі Фубао 7' |

| Сабах аль-Салем, Ель-Кувейт |

| 19 вересня 1980 |

| Бангладеш | 0–1 | Сирія    |
| --------- | --- | -------- |
|           |     | Кешек 7' |

| Сабах аль-Салем, Ель-Кувейт |

| 20 вересня 1980 |

| КНР                              | 2–2 | Іран                    |
| -------------------------------- | --- | ----------------------- |
| Чен Джінганг 74' Чай Джінбяо 89' |     | Алідусті 35' Фаріба 70' |

| Сабах аль-Салем, Ель-Кувейт Глядачів: 10,000 |

| 22 вересня 1980 |

| Бангладеш | 0–7 | Іран                                                   |
| --------- | --- | ------------------------------------------------------ |
|           |     | Фаріба 11', 34', 80', 82' Рошан 21' Барзегарі 27', 87' |

| Сабах аль-Салем, Ель-Кувейт Глядачів: 2,000 |

| 23 вересня 1980 |

| Сирія     | 1–0 | КНР |
| --------- | --- | --- |
| Кешек 86' |     |     |

| Сабах аль-Салем, Ель-Кувейт |

| 24 вересня 1980 |

| Іран                                  | 3–2 | Північна Корея                   |
| ------------------------------------- | --- | -------------------------------- |
| Алідусті 27' Данаїфард 57' Фаріба 60' |     | Хван Сан Хой 68' Пак Чон Хун 90' |

| Сабах аль-Салем, Ель-Кувейт Глядачів: 4,000 Арбітр: Енріке Мендоса (Мексика) |

| 25 вересня 1980 |

| КНР                    | 6–0 | Бангладеш |
| ---------------------- | --- | --------- |
| Шень Сянфу Сюй Йонглай |     |           |

| Сабах аль-Салем, Ель-Кувейт |

| 26 вересня 1980 |

| Північна Корея | 2–1 | Сирія    |
| -------------- | --- | -------- |
|                |     | Сулейман |

| Сабах аль-Салем, Ель-Кувейт |

### Група B
| Збірна         | І | В | Н | П | ГЗ | ГП | РГ | О |
| -------------- | - | - | - | - | -- | -- | -- | - |
| Південна Корея | 4 | 3 | 1 | 0 | 10 | 2  | +8 | 7 |
| Кувейт         | 4 | 2 | 1 | 1 | 8  | 5  | +3 | 5 |
| Малайзія       | 4 | 1 | 2 | 1 | 5  | 5  | 0  | 4 |
| Катар          | 4 | 1 | 1 | 2 | 3  | 8  | −5 | 3 |
| ОАЕ            | 4 | 0 | 1 | 3 | 3  | 9  | −6 | 1 |

| 15 вересня 1980 |

| ОАЕ       | 1–1 | Кувейт       |
| --------- | --- | ------------ |
| Чомбі 35' |     | аль-Хуті 19' |

| Сабах аль-Салем, Ель-Кувейт Глядачів: 20,000 |

| 16 вересня 1980 18:30 |

| Південна Корея  | 1–1 | Малайзія  |
| --------------- | --- | --------- |
| Чхве Сун Хо 69' |     | Хамза 90' |

| Сабах аль-Салем, Ель-Кувейт Глядачів: 5,000 Арбітр: Сурдасо Харджовасіто (Індонезія) |

| 17 вересня 1980 |

| Катар          | 2–1 | ОАЕ            |
| -------------- | --- | -------------- |
| Муфта 50', 60' |     | аль-Хаджрі 58' |

| Сабах аль-Салем, Ель-Кувейт |

| 18 вересня 1980 |

| Кувейт                                 | 3–1 | Малайзія  |
| -------------------------------------- | --- | --------- |
| Камель 20' Якуб 53' (пен.), 77' (пен.) |     | Хамза 44' |

| Сабах аль-Салем, Ель-Кувейт Глядачів: 20,000 |

| 19 вересня 1980 18:30 |

| Катар | 0–2 | Південна Корея               |
| ----- | --- | ---------------------------- |
|       |     | Лі Чен Ір 7' Чхве Сун Хо 21' |

| Сабах аль-Салем, Ель-Кувейт Арбітр: Вішай Чарупунт (Таїланд) |

| 20 вересня 1980 |

| Малайзія            | 2–0 | ОАЕ |
| ------------------- | --- | --- |
| Аліф 32' Бахарі 89' |     |     |

| Сабах аль-Салем, Ель-Кувейт |

| 21 вересня 1980 16:30 |

| Кувейт | 0–3 | Південна Корея                        |
| ------ | --- | ------------------------------------- |
|        |     | Хван Сок Гин 47' Чхве Сун Хо 71', 78' |

| Сабах аль-Салем, Ель-Кувейт Глядачів: 20,000 Арбітр: Тосікасу Сано (Японія) |

| 23 вересня 1980 |

| Малайзія | 1–1 | Катар |
| -------- | --- | ----- |
| Бахарі   |     |       |

| Сабах аль-Салем, Ель-Кувейт |

| 24 вересня 1980 18:30 |

| Південна Корея                                  | 4–1 | ОАЕ       |
| ----------------------------------------------- | --- | --------- |
| Чхве Сун Хо 26', 53', 78' (пен.) Чон Хе Вон 84' |     | Чомбі 79' |

| Сабах аль-Салем, Ель-Кувейт Арбітр: Мелвін Віктор Д'Соуза (Індія) |

| 25 вересня 1980 |

| Кувейт                                            | 4–0 | Катар |
| ------------------------------------------------- | --- | ----- |
| ад-Дахіль 32', 57' Якуб 50' (пен.) аль-Анбері 66' |     |       |

| Сабах аль-Салем, Ель-Кувейт Глядачів: 20,000 |

## Плей-оф
|  | Півфінали               | Півфінали               |   |                         | Фінал                   | Фінал |  |
|  |                         |                         |   |                         |                         |       |  |
|  | 28 вересня – Ель-Кувейт |                         |   |                         |                         |       |  |
|  | Іран                    | 1                       |   |                         |                         |       |  |
|  | Кувейт                  | 2                       |   |                         |                         |       |  |
|  |                         |                         |   |                         |                         |       |  |
|  |                         |                         |   |                         | 30 вересня — Ель-Кувейт |       |  |
|  |                         |                         |   |                         | Кувейт                  | 3     |  |
|  |                         | Південна Корея          | 0 |                         |                         |       |  |
|  |                         |                         |   |                         |                         |       |  |
|  |                         |                         |   |                         |                         |       |  |
|  |                         |                         |   |                         | Матч за третє місце     |       |  |
|  | 28 вересня — Ель-Кувейт | 28 вересня — Ель-Кувейт |   | 29 вересня — Ель-Кувейт | 29 вересня — Ель-Кувейт |       |  |
|  | Південна Корея          | 2                       |   | Іран                    | 3                       |       |  |
|  | Північна Корея          | 1                       |   |                         | Північна Корея          | 0     |  |

### Півфінали
| 28 вересня 1980 |

| Іран       | 1–2 | Кувейт                 |
| ---------- | --- | ---------------------- |
| Фаракі 90' |     | Якуб 63' ад-Дахіль 85' |

| Сабах аль-Салем, Ель-Кувейт Глядачів: 20,000 Арбітр: Кок Лі (Сингапур) |

| 28 вересня 1980 19:30 |

| Південна Корея      | 2–1 | Північна Корея         |
| ------------------- | --- | ---------------------- |
| Чон Хе Вон 80', 89' |     | Пак Чон Хун 19' (пен.) |

| Сабах аль-Салем, Ель-Кувейт Глядачів: 20,000 Арбітр: Тосікасу Сано (Японія) |

### Матч за 3-є місце
| 29 вересня 1980 |

| Іран                       | 3–0 | Північна Корея |
| -------------------------- | --- | -------------- |
| Фаріба 49' Фаракі 66', 76' |     |                |

| Сабах аль-Салем, Ель-Кувейт Глядачів: 10,000 Арбітр: Енріке Мендоса (Мексика) |

### Фінал
| 30 вересня 1980 18:30 |

| Кувейт                         | 3–0 | Південна Корея |
| ------------------------------ | --- | -------------- |
| аль-Хуті 8' ад-Дахіль 34', 69' |     |                |

| Сабах аль-Салем, Ель-Кувейт Глядачів: 25,000 Арбітр: Сурдасо Харджовасіто (Індонезія) |

## Бомбардири
7 голів
- Чхве Сун Хо
- Бехташ Фаріба

5 голів
- Фейсал ад-Дахіль

4 голи
- Джасем Якуб

3 голи
- Шень Сянфу
- Сюй Йонглай
- Хоссейн Фаракі
- Чон Хе Вон

2 голи
| - Абдолреза Барзегарі - Хамід Алідусті - Саад аль-Хуті - Тукамін Бахарі | - Зулькіфлі Хамза - Чхве Джепхіль - Кім Бок Ман | - Пак Чон Хун - Мансур Муфта - Джамаль Кешек - Ахмед Чомбі |

1 гол
| - Ашрафуддін Чунну - Казі Салахуддін - Чай Джінбяо - Чен Джінганг - Лі Фубао - Хассан Рошан - Ірадж Данаїфард | - Абдулазіз аль-Анбері - Фаті Камель - Абда Аліф - Хван Сан Хой | - Кім Джон Ман - Хван Сок Гин - Лі Чен Ір - Джавдат Сулейман - Ганем аль-Хаджрі |

## Нагороди

### Переможець
| Переможець Кубку Азії 1980 |
| -------------------------- |
| Кувейт Перший титул        |

### Символічна збірна
| Воротар        | Захисники                                           | Півзахисники                               | Нападники                                |
| -------------- | --------------------------------------------------- | ------------------------------------------ | ---------------------------------------- |
| Нассер Хеджазі | Наїм Саад Су Чін Ан Махбуб Джума'а Мехді Дінварзаде | Абдолреза Барзегарі Саад аль-Хуті Лі Юн Мо | Чхве Сун Хо Фейсал ад-Дахіль Джасем Якуб |

## Підсумкова таблиця
| Pos               | Збірна         | І | В | Н | П | ГЗ | ГП | РГ  | О |
| ----------------- | -------------- | - | - | - | - | -- | -- | --- | - |
| 1                 | Кувейт         | 6 | 4 | 1 | 1 | 13 | 6  | +7  | 9 |
| 2                 | Південна Корея | 6 | 4 | 1 | 1 | 12 | 6  | +6  | 9 |
| 3                 | Іран           | 6 | 3 | 2 | 1 | 16 | 6  | +10 | 8 |
| 4                 | Північна Корея | 6 | 3 | 0 | 3 | 10 | 12 | −2  | 6 |
| Не вийшли з групи |                |   |   |   |   |    |    |     |   |
| 5                 | Сирія          | 4 | 2 | 1 | 1 | 3  | 2  | +1  | 5 |
| 6                 | Малайзія       | 4 | 1 | 2 | 1 | 5  | 5  | 0   | 4 |
| 7                 | КНР            | 4 | 1 | 1 | 2 | 9  | 5  | +4  | 3 |
| 8                 | Катар          | 4 | 1 | 1 | 2 | 3  | 8  | −5  | 3 |
| 9                 | ОАЕ            | 4 | 0 | 1 | 3 | 3  | 9  | −6  | 1 |
| 10                | Бангладеш      | 4 | 0 | 0 | 4 | 2  | 17 | −15 | 0 |